# Hirschler Ágoston
Stomfai Hirschler Ágoston (Pest, 1861. március 18. – Rigi Kaltbald, Luzern kanton, Svájc, 1911. július 9.) magyar orvos, belgyógyász, egyetemi magántanár. Nagybátyja Hirschler Ignác szemészorvos volt.

## Élete
Hirschler Frigyes (1827–1880) stomfai születésű nagykereskedő, gőzmalom igazgató és Kern Mária (1834–1916) fia. Középiskoláit és az egyetemet Pesten végezte. 1882-ben a Budapesti Tudományegyetemen orvosdoktori oklevelet szerzett, majd Korányi Frigyes klinikáján hét évig tanársegédként dolgozott. Ösztöndíjjal külföldi tanulmányúton volt Németországban és Franciaországban. 1891-ben az emésztőszervek bántalmainak kór-és gyógytanából magántanárrá habilitálták. 1890 és 1904 között a budapesti poliklinika, 1904-től a budapesti Szent István Kórház belgyógyász főorvosa volt. 1900-tól címzetes rendkívüli egyetemi tanár. Az étrendi kezelés terén szerzett érdemeket. 

## Magánélete
Felesége tolcsvai Korányi Mária volt, tolcsvai Korányi Adolf és tolcsvai Bónis Mária lánya, akit 1890. szeptember 3-án Pécelen vett feleségül. 1888-ban áttért a római katolikus hitre.
Gyermekei:
- stomfai Hirschler Frigyes Adolf Sámuel (1893–1911)[11] orvostanhallgató. Öngyilkos lett.
- stomfai Hirschler Mária Erzsébet (1892–1920)[12]

## Munkái
- Hemichorea posthemiphlegica esete (1884, Orvosi Hetilap)
- Az antipirin lázellenes hatásáról (1884, Orvosi Hetilap)
- Elsődleges hasnyálmirigyrák esetei (1885, Orvosi Hetilap)
- Nagyfokú hasvizkór esete szívburokösszenövésnél (1886, Orvosi Hetilap)
- A szénvizegyek befolyásáról a fehérje rohadásra (1886, Orvosi Hetilap)
- Légenyköneg fejlődése hasnyálmirigyemésztésnél (1886, Orvosi Hetilap, németül a Zeitschrift für physiologische chemie X. k.-ben)
- Az 1883–84-ben észlelt mellhártyalobesetek (1887, Orvosi Hetilap)
- Adatok a fekélyesedő szivbelhártyalob kórtana és tünettanához (1887, Orvosi Hetilap, ugyanez németül a Wiener medizinische Pressében)
- Adatok a vegyes fertőzés tanához (1888, Orvosi Hetilap)
- A chylosus hasvizkór egy esetéről (1889, Orvosi Hetilap)
- A tüdő üszök kóroktanára vizsgálat (németül a Wiener medizinische Pressében)
- Kísérleti adatok az uraemiás hasmenésről (1891, Orvosi Hetilap)
- A rostanya papaya emésztésről (1892, Magyar Orvosi Archívum)
- A bárzsing és gyomor vizsgálati módszere (1893, Magyar Orvosi Archívum)
- A gyomor szervi betegségei (1896)
- A diaetetika tankönyve (Terray Pállal, Budapest, 1900)